# Иван Фёдорович Собака
Иван Фёдорович Собака (1348? - 1420) —  урождённый князь Фоминский, но его отец потерял удел, а титул утратили его потомки, позднее перешедшие на службу к великим князьям в качестве детей боярских. 
Московский боярин, воевода на службе у московских князей Дмитрия Донского и его сына Василия Дмитриевича. Получил новые земельные владения взамен родовой вотчины в Фоминском княжестве и числился крупным землевладельцем в Московском княжестве.

## Происхождение и семья
Рюрикович в XV колене, из князей Смоленских. Второй из четырёх сыновей удельного князя фоминско-березуйского Фёдора Константиновича Красного, который потерял удел и перешел на службу к великим московским князьям. Имел двоих сыновей: князя Семёна Ивановича Траву, от которого произошли дворянские роды Травины, Скрябины, Осокины и др. и князя Василия Собакина, род коего пресёкся на бездетном сыне — Михаиле Васильевиче Собакине (во второй половине 15 века было еще несколько разных дворянских родов Собакиных, но другого происхождения).

## Супруга
Сочетался в 1364 г. с боярыней Ульяной Ивановной (фамилия не установлена), от неё родились вышеуказанные дети.

## Служба
Руководил постройкой белокаменного Московского кремля (совместно с Фёдором Елизаровичем Беклемишем и Фёдором Андреевичем Свибло), поскольку старые дубовые стены сгорели в результате пожара 1365 года. Каменные стены из горного белого известняка стояли почти сто лет и выдержали осаду многих завоевателей. По имени боярина Ивана Собаки названа одна из башен Московского Кремля.
В духовной грамоте великого князя Дмитрия  Ивановича Донского (1389 г.) в числе ближних десяти бояр упомянут И.Ф. Собака, князь Фоминский.